# Luís Alexandre Compagnoni
Luís Alexandre Compagnoni (São Marcos, 22 de outubro de 1913 — Rio de Janeiro, 1 de agosto de 1981) foi um político brasileiro.
Foi eleito deputado estadual, pelo PRP, para a 37ª Legislatura da Assembleia Legislativa do Rio Grande do Sul, de 1947 a 1951.